# Міжнародний музичний конкурс Тромп
Міжнародний музичний конкурс Тромп (англ. TROMP International Music Competition) — міжнародний конкурс виконавців академічної музики, що проходить з 1971 року в Ейндховені. Заснований за участю відомого бізнесмена і культурного діяча Ейндховена Тео Тромп (1903-1984) і продовжує підтримуватися його спадкоємцями.
Спочатку в конкурсі брали участь музиканти з Нідерландів, Бельгії і Люксембурга, з 2000 року відкритий для учасників з усього світу. Конкурс щороку присвячений певному інструменту; до 2002 року інструменти чергувалися довільно, з 2004 року організатори конкурсу прийняли рішення обмежитися двома номінаціями - ударні і струнний квартет - чергуючи їх.

## Лауреати
| 1971 | скрипка          | Еммі Верху (Нідерланди)            |
| 1973 | флейта           | Анк Мулдер (Нідерланди)            |
| 1975 | гобой            | Ганс Меєр (Нідерланди)             |
| 1978 | кларнет          | Ріа Мортгат (Бельгія)              |
| 1980 | фортепіано       | Ханна Яшико (Польща-Бельгія)       |
| 1982 | скрипка          | перша премія не присуджена         |
| 1984 | флейта           | перша премія не присуджена         |
| 1986 | фортепіано       | Іво Янссен (Нідерланди)            |
| 1988 | гобой / фагот    | Пауліна Остенрейк (Нідерланди)     |
| 1990 | кларнет          | Роналд ван Спандонк (Бельгія)      |
| 1992 | віолончель       | перша премія не присуджена         |
| 1994 | саксофон         | Сімона Отто (Німеччина-Нідерланди) |
| 1996 | фортепіано       | Барт ван Рур (Нідерланди)          |
| 1998 | гітара           | Йоган Фостьєр (Бельгія)            |
| 2000 | ударні           | Клер Едуардес (Австралія)          |
| 2002 | труба            | Ненад Маркович (Сербія)            |
| 2004 | струнний квартет | Квартет Амедео Модільяні (Франція) |
| 2006 | ударні           | Ян Іпін (Тайвань)                  |